# Сальвадор Флорес
Сальвадор Флорес (ісп. Salvador Flores, 1906 — дата смерті невідома) — парагвайський футболіст, що грав на позиції захисника, зокрема, за клуб «Серро Портеньйо», а також національну збірну Парагваю.

## Клубна кар'єра
Виступав за команду клубу «Серро Портеньйо» з міста Асунсьйона. 

## Виступи за збірну
1929 року дебютував в офіційних матчах у складі національної збірної Парагваю. Протягом кар'єри у національній команді за 2 роки провів у її формі 3 матчі.
У складі збірної був учасником Чемпіонату Південної Америки 1929 року в Аргентині, де разом з командою здобув «срібло».
Брав участь в чемпіонаті світу 1930 року в Уругваї, де допоміг своїй збірній перемогти Бельгію (1:0).

## Титули і досягнення
- Срібний призер Чемпіонату Південної Америки: 1929